# Прое ди Сопра (Виченца)
Прое ди Сопра је насеље у Италији у округу Виченца, региону Венето.
Према процени из 2011. у насељу је живело 269 становника. Насеље се налази на надморској висини од 153 м.